# Larache
Larache (Arabisch: العرائش, Tamazight: ⵍⵄⵔⴰⵢⵛ) is een havenstad in de gelijknamige provincie Larache in de regio Tanger-Tétouan-Al Hoceïma in het noorden van Marokko. In 2024 telde de stad 133.731 inwoners.

## Geschiedenis
In de buurt van de stad is een Fenicische nederzetting gevonden. Daarna werd het gebied een Romeinse kolonie. Tussen 1610 en 1689, evenals 1912 tot 1956 was het onderdeel van het (deels) Spaanse protectoraat in Marokko.

## Bekende bezienswaardigheden
- Lixus: Romeins & Fenicische nederzetting. Opgenomen in de UNESCO lijst.
- Fort Al Kabibat: 16e-eeuws Portugees fort aan de kust.
- Medina van Larache: Blauwwitte Andalusisch-geïnspireerde straatjes, smalle steegjes en souks.
- Laqaliq Castle (Storks Castle): Een 16e-eeuws vesting gebouwd door Saadi sultan Ahmad I al-Mansur na de herovering van Larache op de Portugezen.
- Ras R’mel strand: Ruim strand met helder water gelegen aan de Atlantische oceaan.
- Loukkos-monding wetlands: Belangrijk vogelgebied langs de riviermonding, met moerassen en slikgebieden, hotspot voor migrerende watervogels.
- Begraafplaats van Jean Genet
- Onze-Lieve-Vrouwe van de Pilar‑kerk (Nuestra Señora del Pilar): katholieke kerk in Larache uit 1931, gebouwd in rationele stijl tijdens het Spaanse protectoraat.

## Geboren
- Jean Genet (1910), Franse schrijver
- Miguel Sáenz Sagaseta de Ilúrdoz (1932), Spaanse vertaler van Duits‑ en Engelstalige literatuur
- Hassan Hajjaj (1961), internationaal bekend als kunstenaar en fotograaf
- Rajae El Mouhandiz (1979),  Nederlands‑Marokkaanse zangeres, dichteres en componiste

- Youssef el Rhalfioui (1983), Nederlands atleet

## Galerij

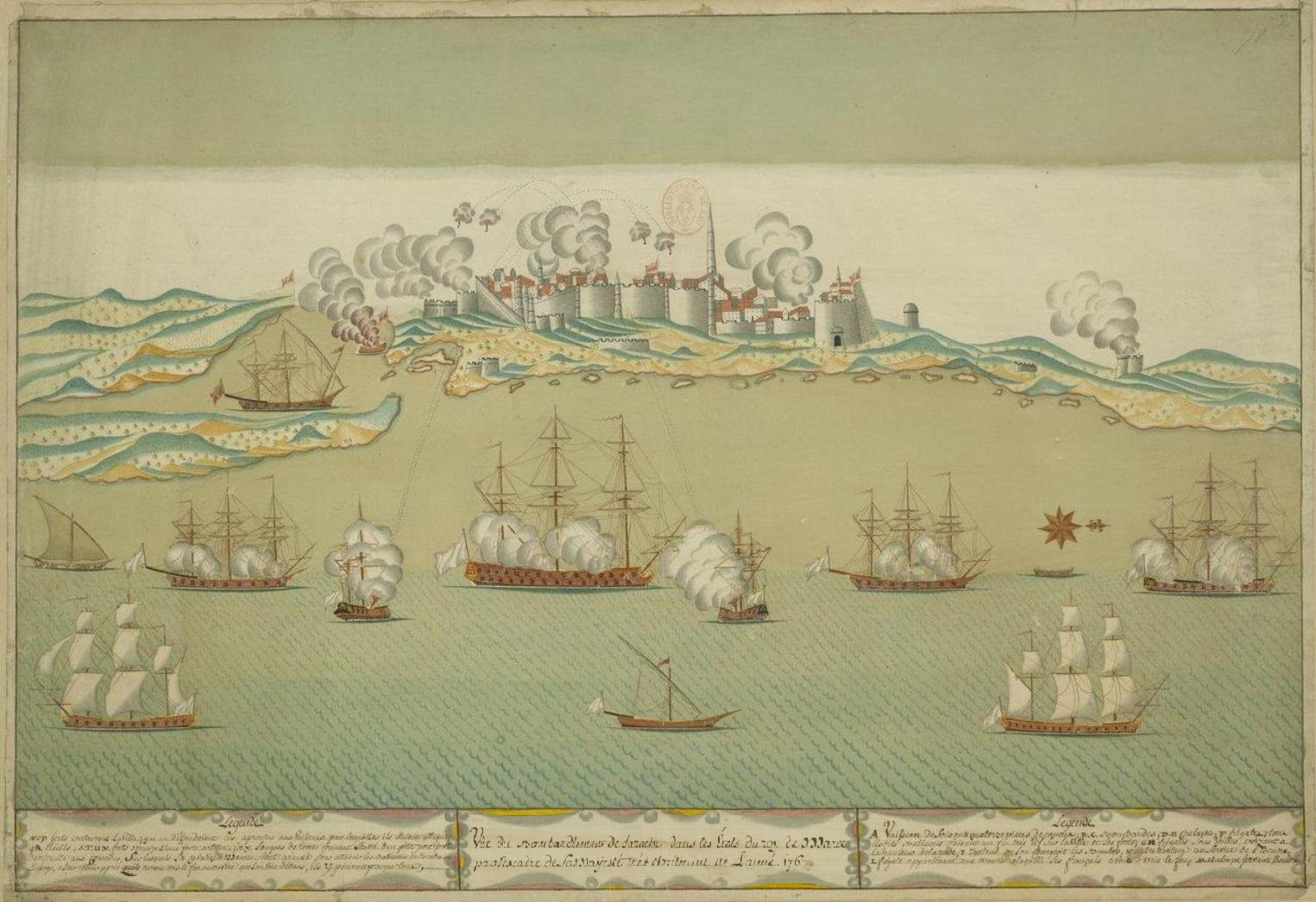
Schilderij uit 1767 van het Franse bombardement in 1765 van Larache
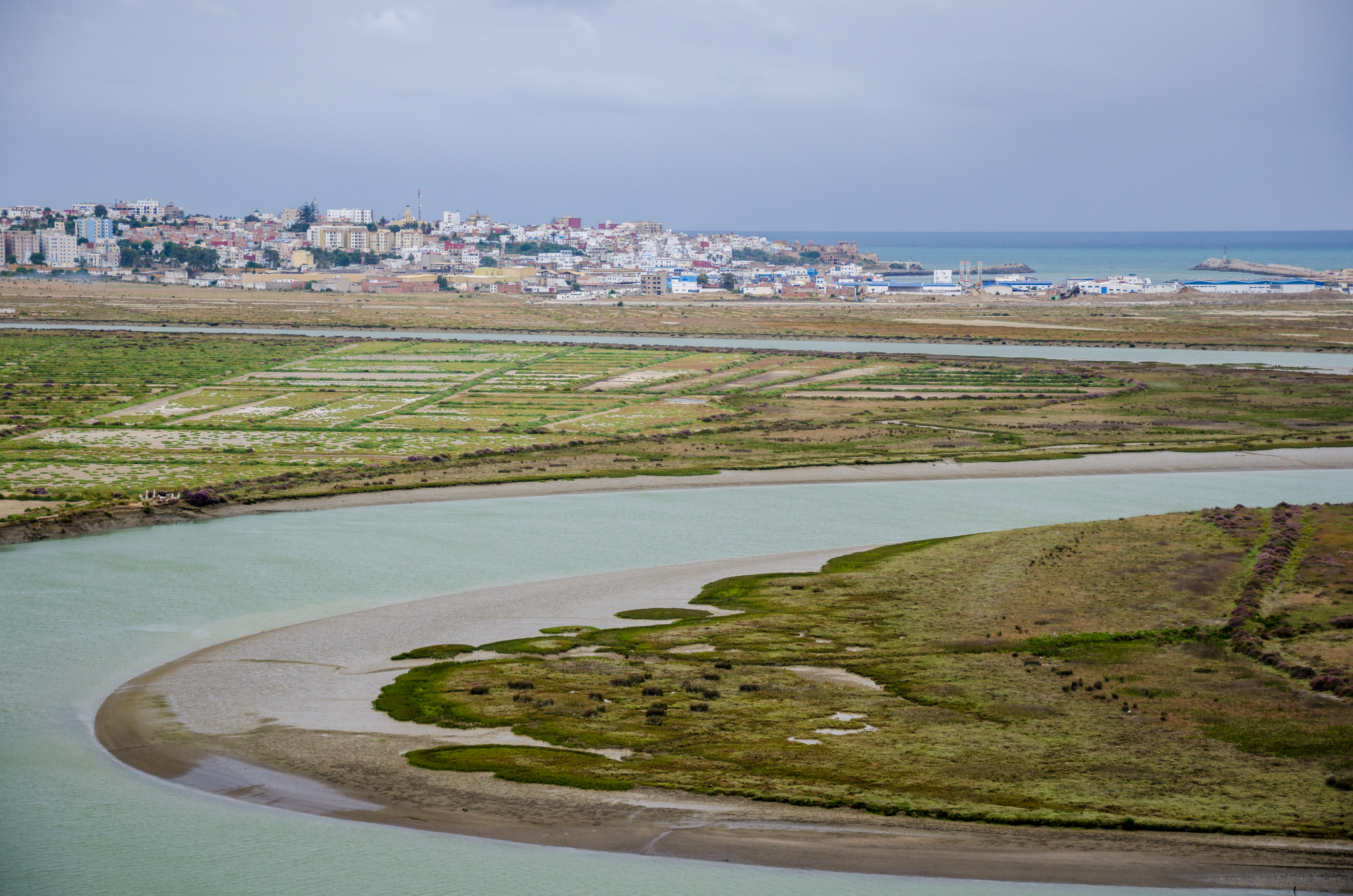
Rivier Loukkos, nabij Larache
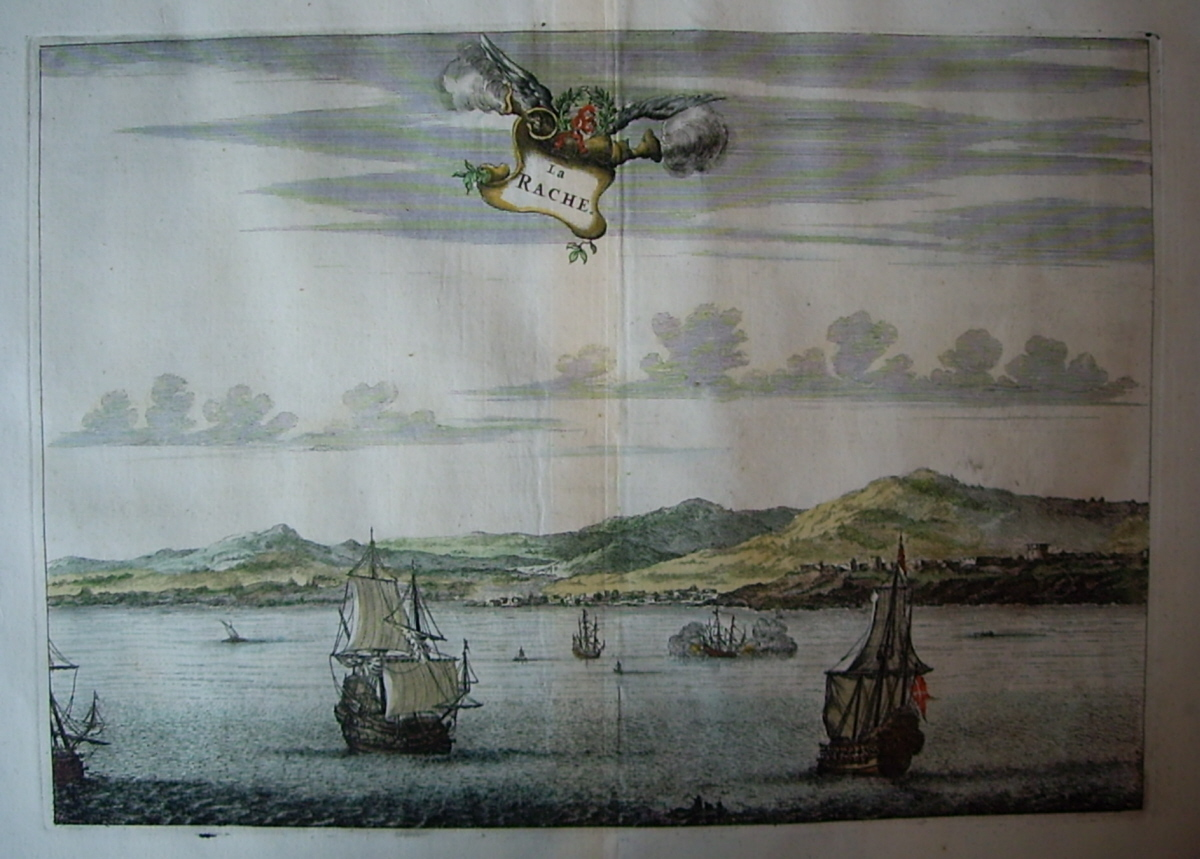
Foto uit 1670
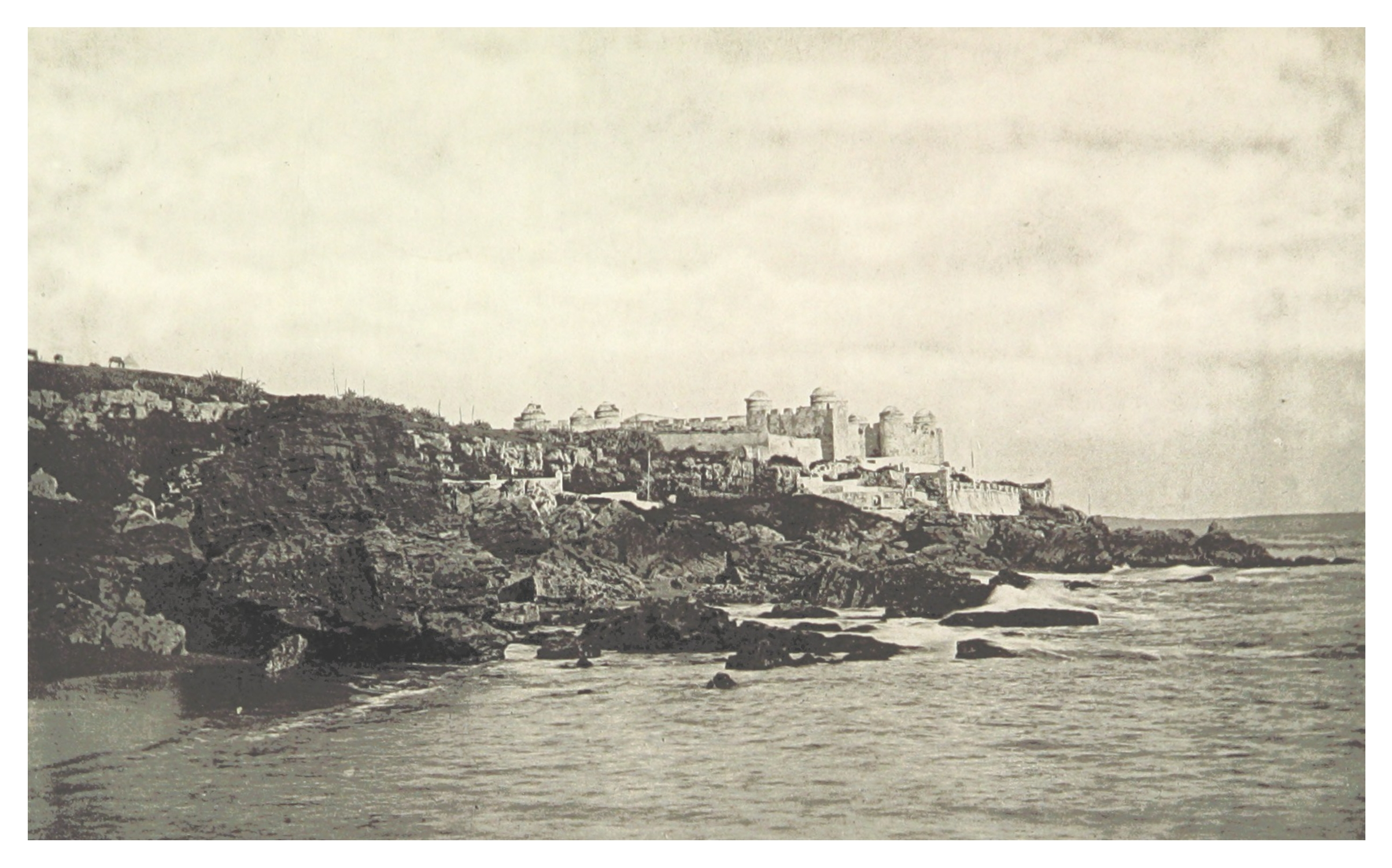
Stadsaanzicht 1880
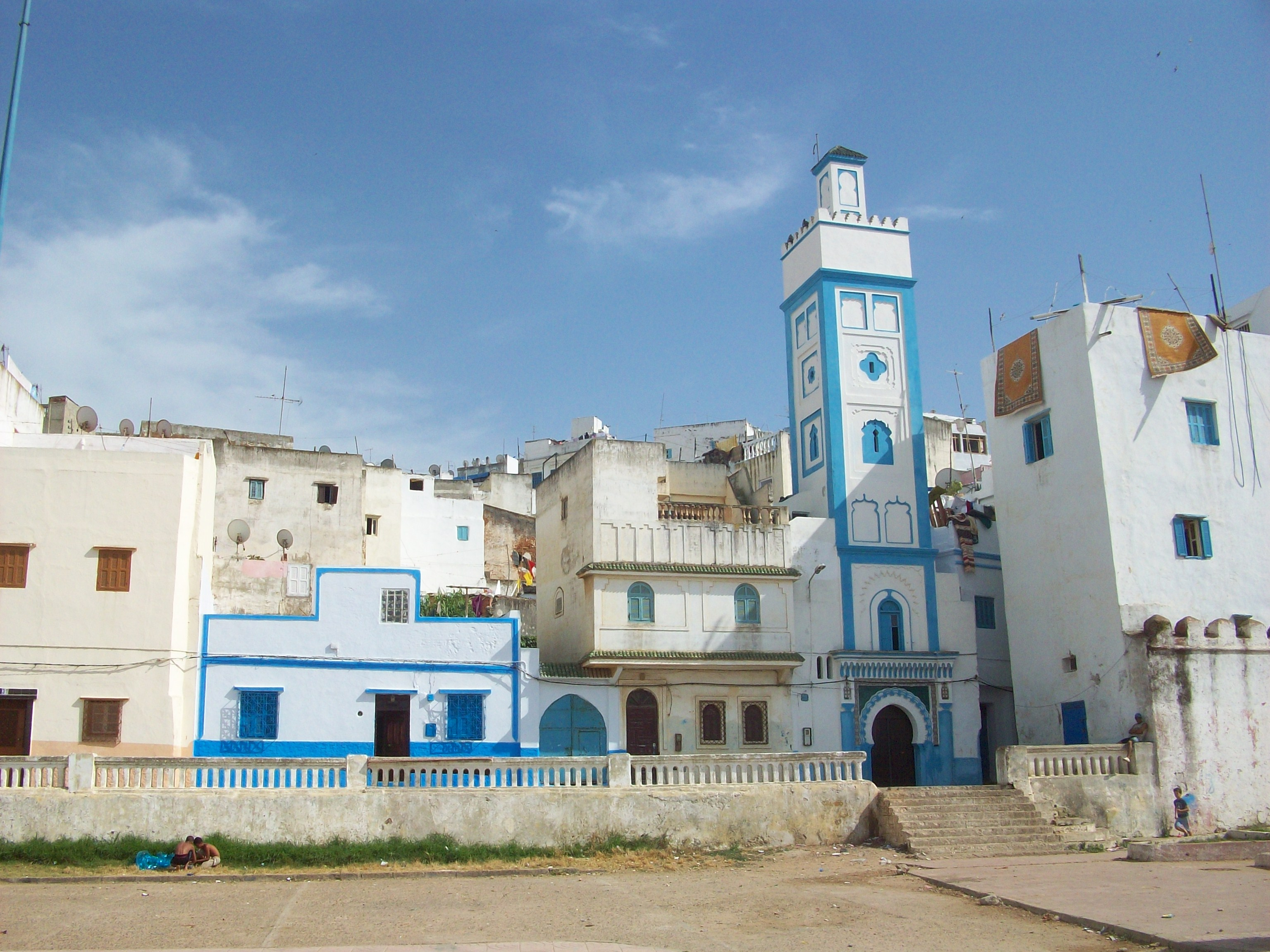
Medina
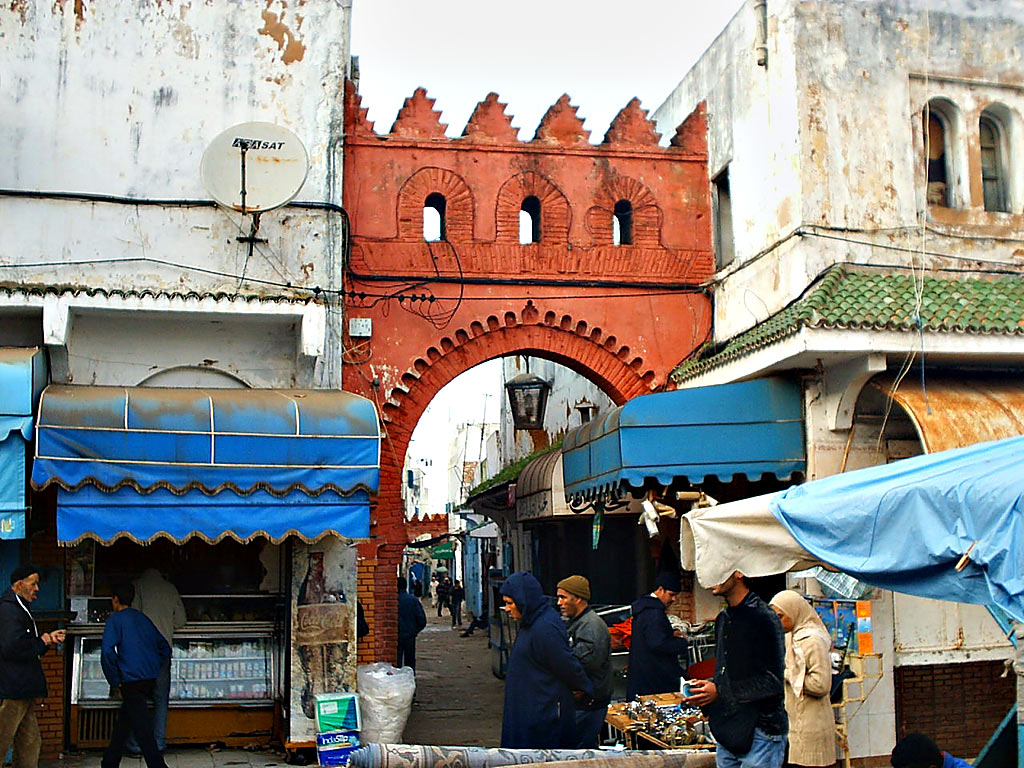
Medina
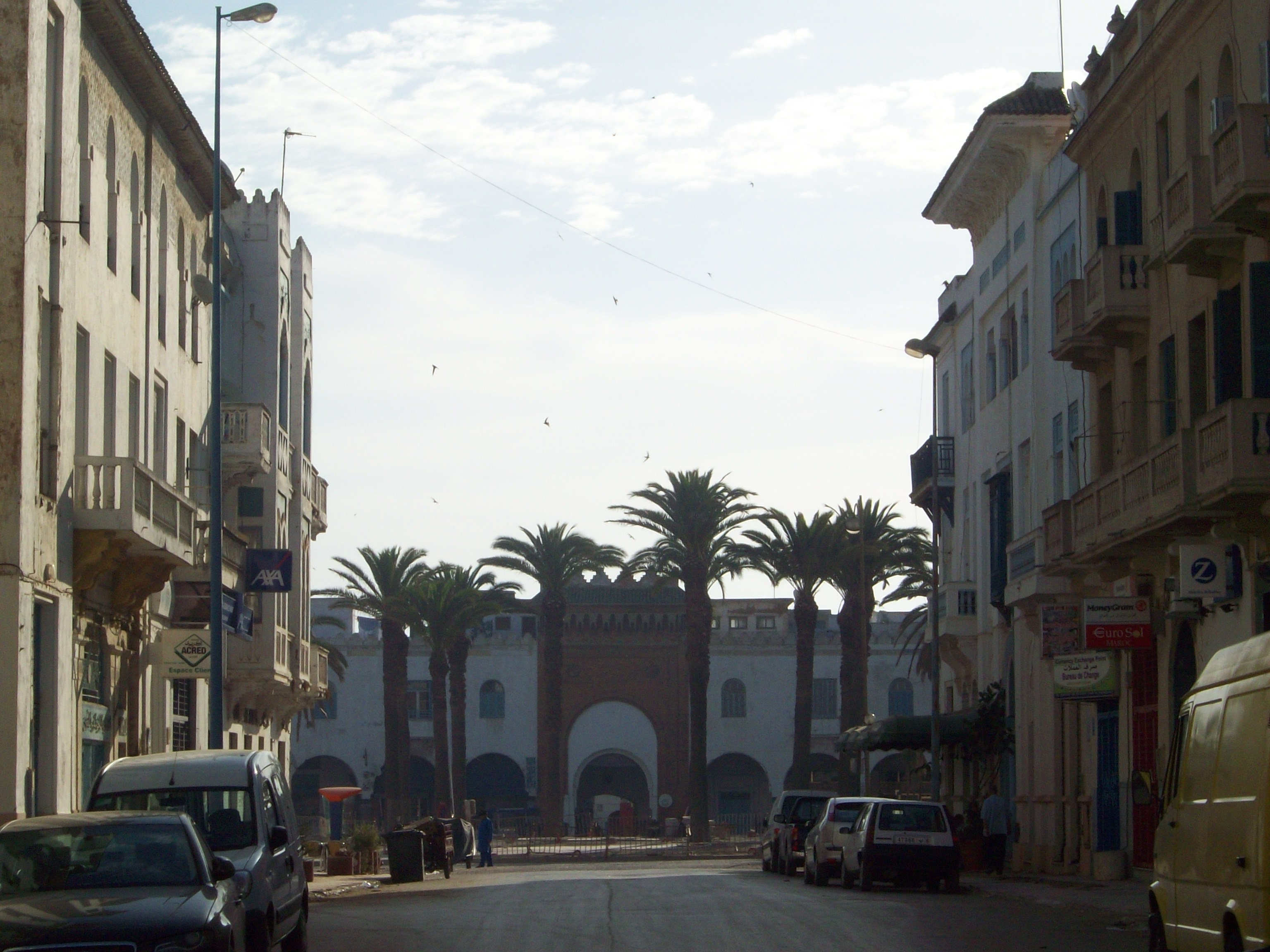
Plaza de Espana in Larache
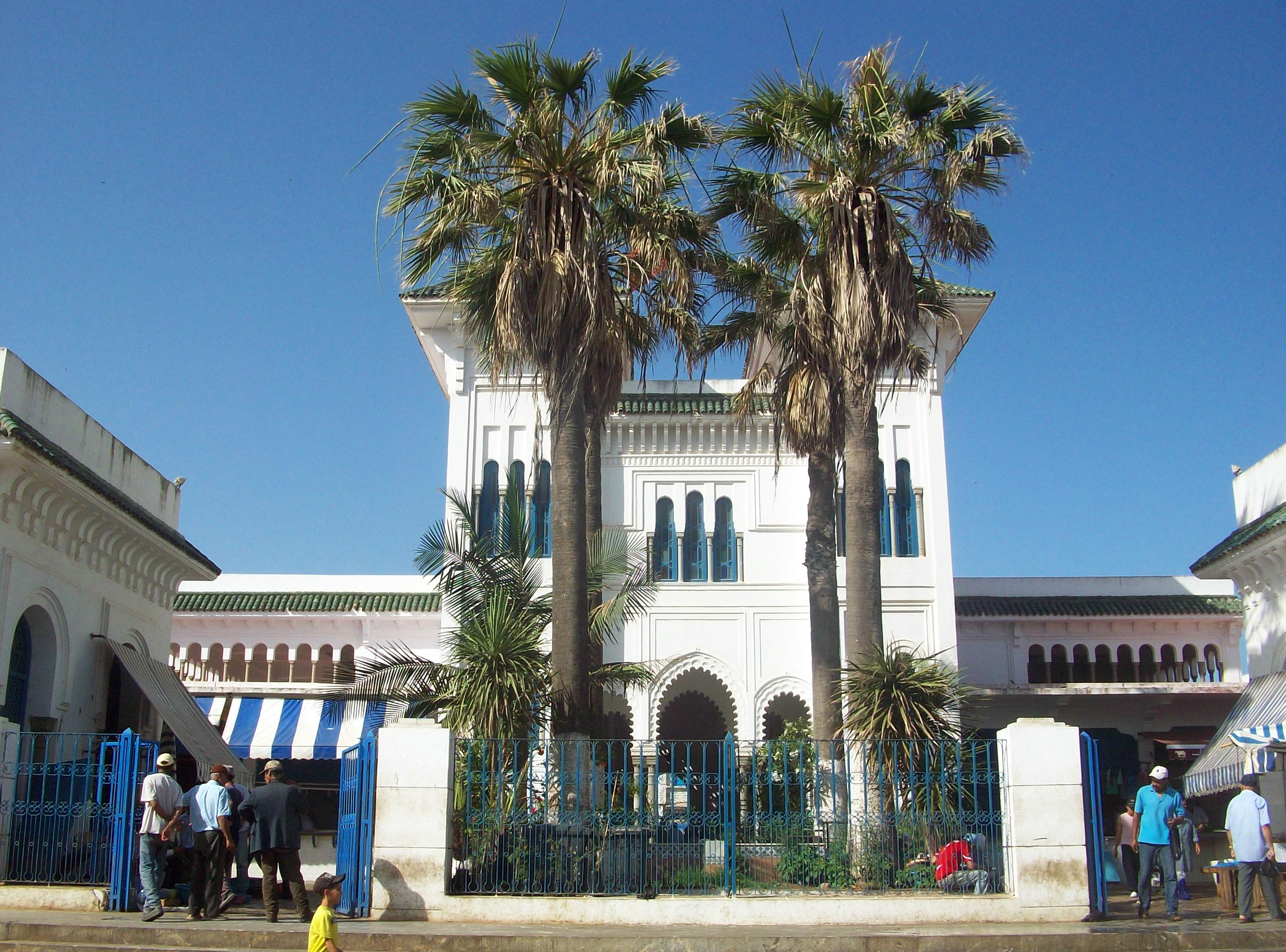
Souk
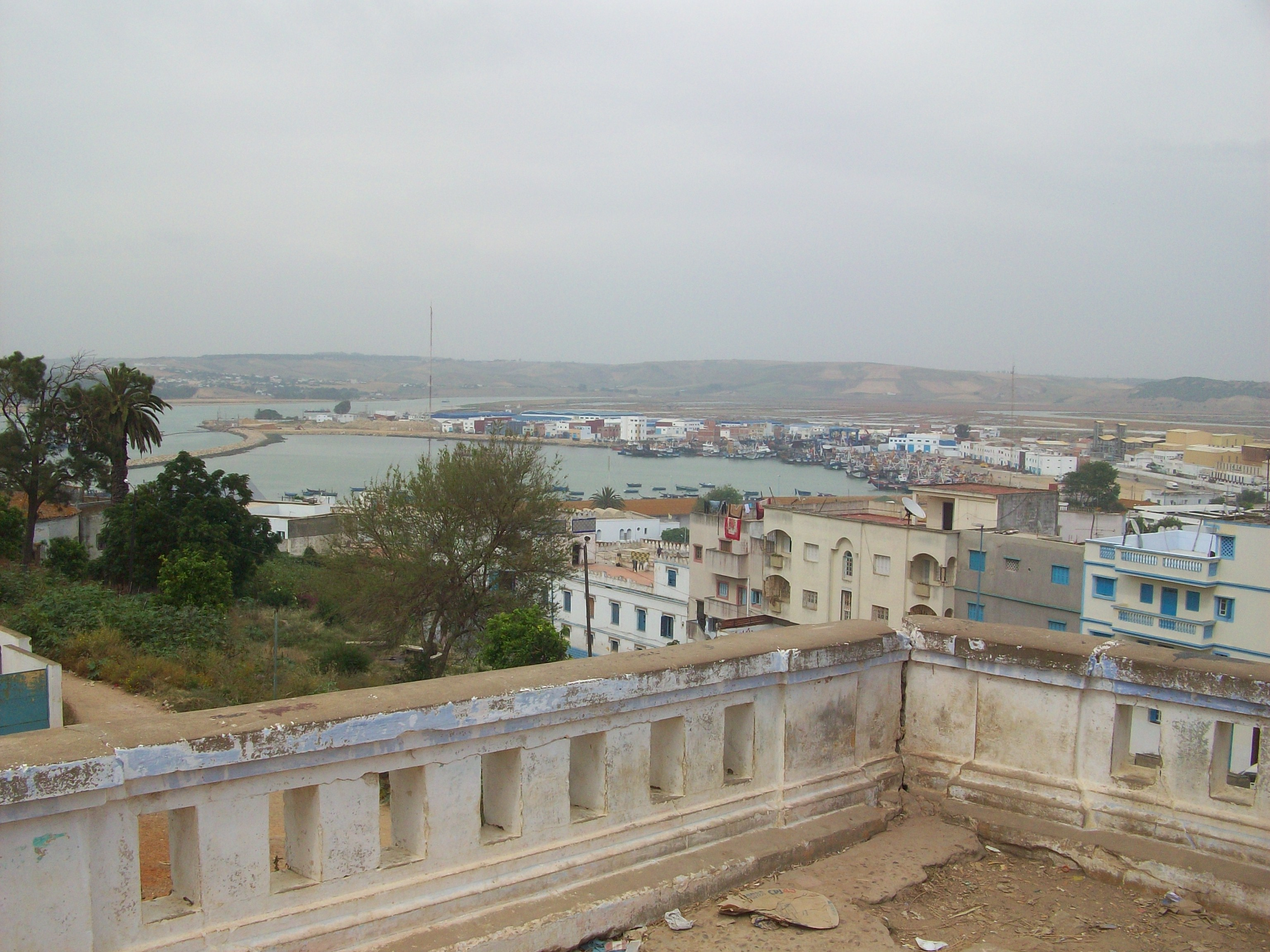
Haven